# Kościół Dzieciątka Jezus w Warszawie (Żoliborz)
Kościół Dzieciątka Jezus – kościół parafialny w Warszawie.
Świątynia znajduje się w warszawskiej dzielnicy Żoliborz, na tyłach placu Inwalidów, przy ulicy Czarnieckiego. Należy do parafii Dzieciątka Jezus w Warszawie.

## Historia
Kościół powstał w 1949 roku. Pierwszy proboszcz parafii pod tym samym wezwaniem, ks. Bronisław Piórkowski, na fundamentach zburzonej podczas powstania warszawskiego kamienicy przy ulicy Czarnieckiego 15 na osiedlu Żoliborz Oficerski rozpoczął budowę niewielkiej kaplicy. W związku z powiększającą się liczbą wiernych uczestniczących w nabożeństwach wystąpiono o zgodę na budowę większego kościoła w innej lokalizacji, jednak władze komunistyczne nie zgodziły się na to. W związku z tym ks. Piórkowski, mimo represji karnych, stopniowo rozbudowywał świątynię w głąb ogrodu znajdującego się za kaplicą. Prace zakończono w 1959 roku.
W latach 1973−1977 świątynię rozbudowano według projektu architekta Władysława Pieńkowskiego i konstruktora Konstantego Jankowskiego. Obmurowano i podwyższono o 2 metry ściany, wykonano nowy strop z żelbetowych prefabrykatów, dobudowano zakrystię, kancelarię i salę katechetyczną. 
W latach 1998−1999 przeprowadzono remont generalny świątyni.
W 2005−2007 wykonano witraże, których tematem jest historia zbawienia. Główny z nich przedstawia Świętą Rodzinę.
25 czerwca 2006 roku ks. Prymas Józef Glemp dokonał konsekracji świątyni.
Z kościołem i parafią Dzieciątka Jezus swoją pracą kapłańską związani byli duchowni: Jerzy Popiełuszko, Roman Indrzejczyk, Edward Materski, Alojzy Orszulik, Jerzy Modzelewski, Antoni Pawłowski, Władysław Miziołek, Jan Szymborski. 
W latach dziewięćdziesiątych XX wieku na mocy indultu kardynała Józefa Glempa z 1996 roku w kościele odprawiano msze w nadzwyczajnej formie rytu rzymskiego. 
Od 1999 odbywały się tutaj nabożeństwa egzorcystyczne prowadzone przez ks. Jana Szymborskiego

## Opis kościoła
Z zewnątrz od strony ulicy Czarnieckiego kościół wygląda jak dom mieszkalny. Jedynie od strony podwórza widać długi, żelbetowy, budynek w kształcie prostopadłościanu, w którym od 1977 roku znajduje się główna nawa świątyni.
Wewnątrz kościoła ściana prezbiterium wykonana jest z surowej cegły. Na jednej ze ścian bocznych znajduje się wykonana w 1979 Droga Krzyżowa autorstwa Hanny Szczypińskiej. Ołtarz główny wykonano z białego marmuru. W centrum ściany ołtarzowej umieszczono obraz Matki Bożej, obok krzyż, nad tabernakulum zaś białą gołębicę - symbol Ducha Świętego. Przy ołtarzu zawieszono wota dziękczynne. 
Tabernakulum i ołtarz zostały wykonane według projektu Władysława Pieńkowskiego
Ambona, autorstwa Jerzego Jarnuszkiewicza i Ireny Czayki, stanowi przykład prostej metaloplastyki z wykorzystaniem symboliki ewangelijnej. W kościele znajdują się ponadto figury Matki Bożej, św. Józefa z Dzieciątkiem, św. Antoniego oraz obraz św. Judy Tadeusza.